# Giovanni Rossi (presbitero 1785-1867)
Giovanni Rossi (San Lorenzo Maggiore, 14 gennaio 1785 – Napoli, 30 marzo 1867) è stato un presbitero e scrittore italiano, prefetto (direttore) della Reale Biblioteca Borbonica dal 1857 al 1860.

## Biografia
Nato da Pasquale Rossi e da Angela Rosa Bosco, proprietari terrieri di San Lorenzo Maggiore, fu battezzato con i nomi di Giovanni e Gennaro lo stesso giorno della nascita.
La sua famiglia ha espresso altre persone che hanno illustrato la propria terra. Il fratello Pelagio Rossi fu scrittore e traduttore e diffuse tecniche innovative in agronomia nel territorio natio.
Nel 1796 Giovanni venne accolto da mons. Vincenzo Lupoli nel Seminario Diocesano di Cerreto Sannita per poi continuare gli studi presso i Gesuiti di Napoli.
Ricevuta la prima tonsura il 12 giugno 1802 da mons. Emilio Gentile, vescovo di Alife, tornò a Napoli dove approfondì gli studi filosofici, teologici e giuridici presso i Gesuiti e partecipò anche alle lezioni di medicina tenute dal medico Niccolò Andria, conseguendo diverse lauree.
Il 18 marzo 1809 venne ordinato sacerdote nell'episcopio di Caserta.
Dopo l'ordinazione sacerdotale fece parte del capitolo della collegiata di S. Lorenzo del suo paese natale e divenne docente di lettere, filosofia e teologia nel seminario di Cerreto Sannita.
Grazie alle sue doti letterarie nel 1811 fu nominato custode della Real Biblioteca Borbonica di Napoli, oggi Biblioteca nazionale Vittorio Emanuele III. A questa iniziale nomina ne seguirono altre più importanti: nel 1817 divenne scrittore e nel 1857 prefetto (direttore) sino al 1860.
Era di prodigiosa memoria, in grado di citare interi passaggi dei libri che aveva letto. Come curatore della Biblioteca Borbonica dapprima si dedicò ad opere di minore importanza e poi nel 1826, ritenuta necessaria la redazione di un catalogo dei libri, si dedicò a questa opera sino al 1832 quando venne pubblicato il primo tomo (lettere A-B) del Catalogus Librorum typis impressorum, qui in Regia Bibliotheca Borbonica adservantur. Nella prefazione del catalogo Giovanni Rossi scrisse che aveva "sudato giorno e notte" per portarlo a termine, auspicandosi la futura edizione degli altri tomi che però non vennero mai pubblicati.
Ottenne anche l'incarico di riordinare l'Archivio Farnesiano di Napoli e fu insignito di onorificenze sia dalla casa regnante delle due Sicilie, sia dal neonato Regno d'Italia: i Borbone infatti gli conferirono l’Ordine di Francesco I, e i Savoia quello dei Santi Maurizio e Lazzaro. I Pontefici Leone XII, Gregorio XVI e Pio IX gli indirizzarono encomi ed attestati di stima. 
Giovanni Rossi ebbe un ruolo importante nella risoluzione delle controversie sorte fra le diocesi di Alife e di Telese o Cerreto. Accadde che nel 1818 la diocesi di Alife venne aggregata a quella di Telese o Cerreto ma nel 1821 la diocesi di Alife venne ripristinata e ad essa venne aggregata la diocesi Telese o Cerreto. Gli alifani giustificarono tale iniziativa asserendo che la loro diocesi era più antica di quella telesina dato che il primo vescovo di cui si aveva notizia era Claro, presente al concilio romano del 499. Giovanni Rossi grazie alle sue ricerche di archivio e all'amicizia con il paleografo cardinale Angelo Mai riuscì a dimostrare la maggiore antichità della diocesi telesina dato che in un codice dell'Archivio Segreto Vaticano risalente al VII-VIII secolo, al numero 1349, pag. 39 vi è citato il vescovo Florentius Telesinus che partecipò al secondo concilio romano celebrato da papa Ilario e tenutosi il 19 novembre dell'anno 465 nella basilica di Santa Maria Maggiore in Roma. I risultati delle sue ricerche furono pubblicate nel Catalogo de' Vescovi di Telese, pubblicato nel 1827.
Morì nel 1867.

## Opere
- Sulle epigrafi greche e latine del Museo Borbonico
- Sul Portulano Marittimo
- Estratto delle notizie sugli scavi pompeiani dai tempi di Carlo III in poi
- Memoriale di notizie storico-critiche spettanti a Guatieri da Ocre, Gran Cancelliere dei Regni di Sicilia e Gerusalemme sotto Federico II, Corrado e Manfredi, raccolte da diversi scrittori e diplomi e cronologicamente disposti
- Discorso intorno alle allegazioni del Foro Napoletano
- Catalogo de' Vescovi di Telese